# Paul Pochet-Lagaye
Paul Pochet-Lagaye, né à Meaux (Seine-et-Marne) le 28 janvier 1885 et mort le 17 décembre 1945, est un homme politique français. Il a été maire de Clermont-Ferrand durant neuf ans, dans la période recouvrant la Seconde Guerre mondiale.

## Biographie
Avocat, cadre bancaire puis industriel en confiserie, Paul Pochet-Lagaye appartient à la famille radicale-socialiste. Il fait partie comme conseiller municipal de la majorité républicaine de Clermont-Ferrand dans les années 1920 et le début des années 1930.
En 1935, il succède à Philippe Marcombes, décédé un mois après sa réélection à la tête de la mairie, dont il était adjoint. Proche de Marcombes, il représente également les radicaux contre le socialiste Villedieu à la législative partielle de juillet 1935, malgré l'opposition de l'aile gauche du parti et de certains dirigeants parisiens comme Marc Rucart, mais est battu. Le 14 juillet suivant, il n'en emmène pas moins le cortège du Front populaire dans sa ville. Le 11 juin 1939, il est nommé vice-président de la fédération radicale du Puy-de-Dôme lors de son assemblée générale.
Paul Pochet-Lagaye reste maire jusqu'au 27 août 1944, à la Libération, quand Gabriel Montpied est nommé président de la délégation spéciale pour la ville de Clermont-Ferrand.
Il a été très actif dans les milieux économiques, occupant notamment les fonctions de président de l'Union départementale du commerce et de l'industrie, président de la Chambre syndicale des confiseurs d'Auvergne et trésorier de la Chambre de commerce.
Ancien combattant, Pochet-Lagaye a été fait chevalier de la Légion d'honneur.

## Famille
De son vrai nom Paul Lucien Pochet, il s'est marié en 1909 à Marie-Louise Lagaye, fille du confiseur Antoine Lagaye et sœur de Georges-Constant Lagaye, maire du Mont-Dore de 1945 à 1950. 
Ils ont eu deux fils, Pierre Pochet, né le 11 janvier 1911 à Paris et décédé le 22 septembre 2002, directeur de la confiserie Humbert et premier adjoint au maire du Mont-Dore, et René, patron de la confiserie Cromarias et conseiller municipal de Clermont-Ferrand de 1953 à 1983, ainsi qu'une fille, Denise, actrice et fondatrice des Rencontres musicales du Mont-Dore.

## Mandats
- Conseiller municipal de Clermont-Ferrand
- Maire de Clermont-Ferrand (1935-1944)

## Hommages
- Un boulevard de Clermont-Ferrand, dans le quartier Saint-Jacques, porte son nom.